# Honeyz (film)
Honeyz is een film uit 2007 onder regie van Tom Six. De film kreeg slechte kritieken. Zo gaf het filmtijdschrift Filmvalley de film een 3,0 (op de schaal 1-10) en stelde Je krijgt nog net geen heimwee naar De Zeemeerman. Desondanks deed de DVD-verkoop van de film het goed. Honeyz is de derde film ter wereld die een multimediale uitgave had. De film was tegelijkertijd in de bioscoop, op DVD, op internet en via de mobiele telefoon te zien.
Honeyz sleepte in oktober 2007 drie Gouden Uien in de wacht: voor slechtste film, slechtste regie en slechtste actrice (Anna Speller). Het publiek was het roerend met de vakjury eens, want Honeyz ontving ook de Publieks-Ui.

## Verhaal
Renske en Eva zijn twee tienermeiden. Ondanks het feit dat ze hartsvriendinnen zijn, strijden ze ook veel tegen elkaar. Als ze zich laten opsluiten in warenhuis De Bijenkorf in Amsterdam na sluitingstijd om aan een schoolverslag te werken, wordt het al gauw duidelijk dat er geen werk aan school verricht zal worden. Ondanks het feit dat Renske zo gauw mogelijk aan de slag wil, wordt Eva verleid door de producten in de winkel die voor het grijpen liggen. Als er ook nog eens een nachtwaker aanwezig blijkt te zijn, gaat alles mis.

## Rolverdeling
| Acteur                   | Personage           |
| ------------------------ | ------------------- |
| Monique van der Werff    | Renske Eemhof       |
| Anna Speller             | Eva Groen           |
| Peter Beense             | Bewaker             |
| Adriaan Alsema           | Schoonmaker         |
| Marc Bastiaanse          | Hondenbeveiliger    |
| Eddy van den Vroomshoeve | Hond van beveiliger |

## Discografie

### Singles
| Lied    | Verschijnen | Album | Hitlijsten  | Hitlijsten  | Hitlijsten   | Hitlijsten   | Opmerkingen                                           |
| Lied    | Verschijnen | Album | NL (Top 40) | NL (Top 40) | NL (Top 100) | NL (Top 100) | Opmerkingen                                           |
| Lied    | Verschijnen | Album | Piek        | Weken       | Piek         | Weken        | Opmerkingen                                           |
| ------- | ----------- | ----- | ----------- | ----------- | ------------ | ------------ | ----------------------------------------------------- |
| Waiting | april 2007  | —     | —           | —           | 74           | 1            | Door Monique van der Werff en Anna Speller als Honeyz |